# Campeonato da Europa de Atletismo de 2018 - 10000 m feminino
A prova dos 10000 metros feminino do Campeonato da Europa de Atletismo de 2018 foi disputada no dia 8 de agosto de 2018 no Estádio Olímpico de Berlim em Berlim,  na Alemanha. 

## Recordes
Antes desta competição, os recordes mundiais e do campeonato nesta prova eram os seguintes:
|                       | Nome            | Nacionalidade | Tempo     | Local   | Data                  |
| --------------------- | --------------- | ------------- | --------- | ------- | --------------------- |
| Recorde mundial       | Wang Junxia     | China         | 29m31s78  | Pequim  | 8 de setembro de 1993 |
| Recorde do campeonato | Paula Radcliffe | Reino Unido   | 30m01s 09 | Munique | 8 de agosto de 2002   |
| Recorde europeu       | Paula Radcliffe | Reino Unido   | 30m01s 09 | Munique | 8 de agosto de 2002   |

## Medalhistas
| Ouro                         | Prata               | Bronze          |
| Lonah Chemtai Salpeter (ISR) | Susan Krumins (NED) | Alina Reh (DEU) |

## Cronograma
Todos os horários são locais (UTC+2).
| Data        | Hora  | Evento |
| ----------- | ----- | ------ |
| 8 de agosto | 20:40 | Final  |

## Resultado
| Posição           | Atleta                 | Nacionalidade | Tempo    | Notas           |
| ----------------- | ---------------------- | ------------- | -------- | --------------- |
| Medalha de ouro   | Lonah Chemtai Salpeter | Israel        | 31:43.29 |                 |
| Medalha de prata  | Susan Krumins          | Países Baixos | 31:52.55 |                 |
| Medalha de bronze | Alina Reh              | Alemanha      | 32:28.48 |                 |
| 4                 | Yasemin Can            | Turquia       | 32:34.34 |                 |
| 5                 | Alice Wright           | Grã-Bretanha  | 32:36.45 |                 |
| 6                 | Charlotta Fougberg     | Suécia        | 32:43.04 | Recorde pessoal |
| 7                 | Sviatlana Kudzelich    | Bielorrússia  | 32:46.34 |                 |
| 8                 | Maitane Melero         | Espanha       | 32:52.59 |                 |
| 09                | Sara Catarina Ribeiro  | Portugal      | 32:53.71 |                 |
| 10                | Nuria Lugueros         | Espanha       | 32:55.30 |                 |
| 11                | Roxana Bârcă           | Roménia       | 33:17.61 |                 |
| 12                | Krisztina Papp         | Hungria       | 33:20.27 |                 |
| 13                | Natalie Tanner         | Grã-Bretanha  | 33:22.21 |                 |
| 14                | Jip Vastenburg         | Países Baixos | 33:41.79 |                 |
| 15                | Sophie Duarte          | França        | 33:56.57 |                 |
| 16                | Emma Mitchell          | Irlanda       | 34:08.61 |                 |
| 17                | Yevheniya Prokofyeva   | Ucrânia       | 34:15.81 |                 |
| 18                | Olena Serdyuk          | Ucrânia       | DNF      |                 |
| 18                | Yuliya Shmatenko       | Ucrânia       | DNF      |                 |
| 18                | Katarzyna Rutkowska    | Polónia       | DNF      |                 |
| 18                | Anna Gehring           | Alemanha      | DNF      |                 |
| 18                | Ancuța Bobocel         | Roménia       | DNF      |                 |
| 18                | Sara Moreira           | Portugal      | DNF      |                 |
| 18                | Inês Monteiro          | Portugal      | DNF      |                 |
| 18                | Tania Carretero        | Espanha       | DNF      |                 |
| 18                | Meraf Bahta            | Suécia        | 32:19.34 | DSQ             |

Legenda
| Recorde mundial       | Recorde mundial (World record)               |                       | Recorde africano                      | Recorde africano (African) |                                           | Q | Classificado por posição (Qualified) |
| Recorde do campeonato | Recorde do campeonato (Championship record)  | Recorde da América    | Recorde da América (Americas)         | q                          | Classificado por melhor tempo (Qualified) |   |                                      |
| Melhor marca do ano   | Melhor marca do ano (World leading)          | Recorde asiático      | Recorde asiático (Asian)              | DNS                        | Não largou (Did not start)                |   |                                      |
| Recorde nacional      | Recorde nacional (National record)           | Recorde europeu       | Recorde europeu (European)            | DNF                        | Não terminou (Did not finish)             |   |                                      |
| Recorde pessoal       | Recorde pessoal do atleta (Personal best)    | Recorde da Oceania    | Recorde da Oceania (Oceania)          | DSQ / DQ                   | Desclassificado (Disqualified)            |   |                                      |
| Recorde da temporada  | Recorde da temporada do atleta (Season best) | Recorde sul-americano | Recorde sul-americano (South America) | NM                         | Sem marca (No mark)                       |   |                                      |